# Trithemis aconita
Trithemis aconita là một loài chuồn chuồn ngô thuộc họ Libellulidae. Nó được tìm thấy ở Bénin, Botswana, Cameroon, Bờ Biển Ngà, Guinea Xích Đạo, Ethiopia, Ghana, Guinea, Kenya, Liberia, Malawi, Mozambique, Namibia, Nigeria, Nam Phi, Tanzania, Togo, Uganda, Zambia, Zimbabwe, và có thể Burundi. Môi trường sống tự nhiên của nó là các khu rừng đất thấp ẩm nhiệt đới hoặc cận nhiệt đới và sông.